# Carrer del Vern (Arbúcies)
El Carrer del Vern és una via pública d'Arbúcies (Selva) inclosa a l'Inventari del Patrimoni Arquitectònic de Catalunya.

## Descripció
Es tracta d'un carrer allargat i estret, format per dues fileres de cases, una a cada banda, comunica el barri del Castell amb el barri de la Plaça. El carrer parteix de sota les voltes de la plaça, amb arc de mig punt. El paviment és enllosat amb una filera al mig de pedra irregular, recordant tal com havia sigut en una altra època.
La majoria de les cases que formen el carrer, són de planta baixa i dos pisos, amb obertures rectangulars emmarcades amb llindes i brancals de pedra monolítica.
D'entre els seus edificis destaca el casal de l'actual rectoria, antiga casa Gran del Regàs.

## Història
La plaça és el nucli primitiu de la població, i el lloc d'hàbitat concentrat més antic de la vila on s'hi trobaven els poders oligàrquics i religiosos. Els preveres encarregats de la parròquia van anar fent diversos establiments de les seves terres alodials, sobretot a partir del segle xiv, període en el qual el nucli de la “cellera d'Arbúcies” tenia trenta cases i ja s'anomenava la plaça, l'església, el cementiri, la rectoria i el carrer del vern.
Però va ser a partir del segle xvii que s'anà formant la xarxa de carrers on s'establiren menestrals i pagesos. És l'època en què es va formar el carrer del Vern.